# Sotchi Cup
La Sotchi Cup est une course cycliste disputée en Russie. Créée en 2015, la course fait partie de l'UCI Europe Tour en catégorie 1.2. La première édition est remportée par le Biélorusse Uladzimir Harakhavik.

## Palmarès
| Année | Vainqueur            | Deuxième       | Troisième           |
| ----- | -------------------- | -------------- | ------------------- |
| 2015  | Uladzimir Harakhavik | Igor Kuznetsov | Andrey Solomennikov |